# Werkgroep loc 1501 / Stichting Klassieke Locomotieven

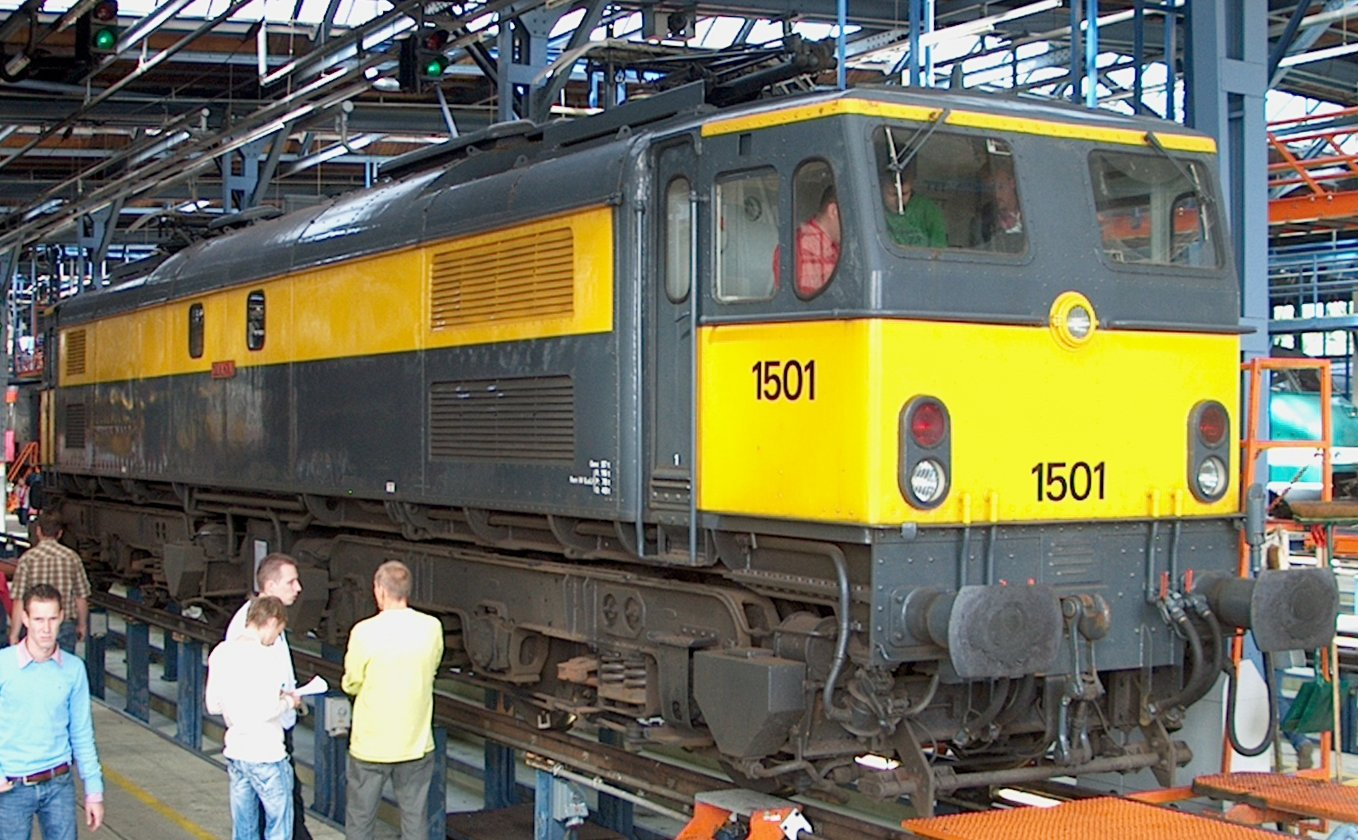
Loc 1501 tijdens een open dag in een NS-werkplaats

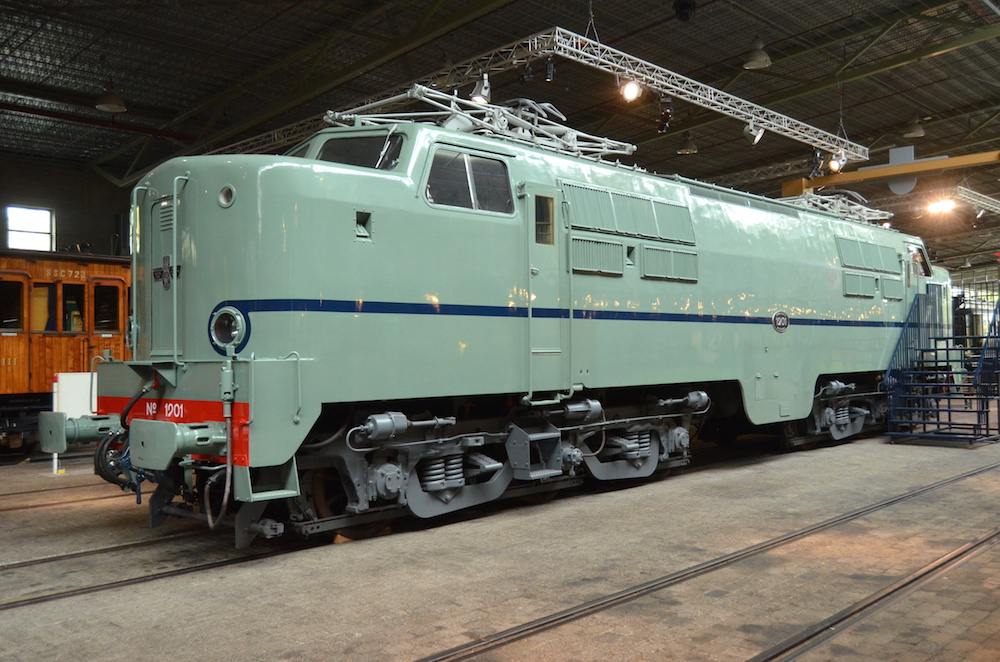
Loc 1201 is in 2010 geschilderd in de turkooizen kleur van aflevering in 1951 en in bruikleen ondergebracht in het Spoorwegmuseum.

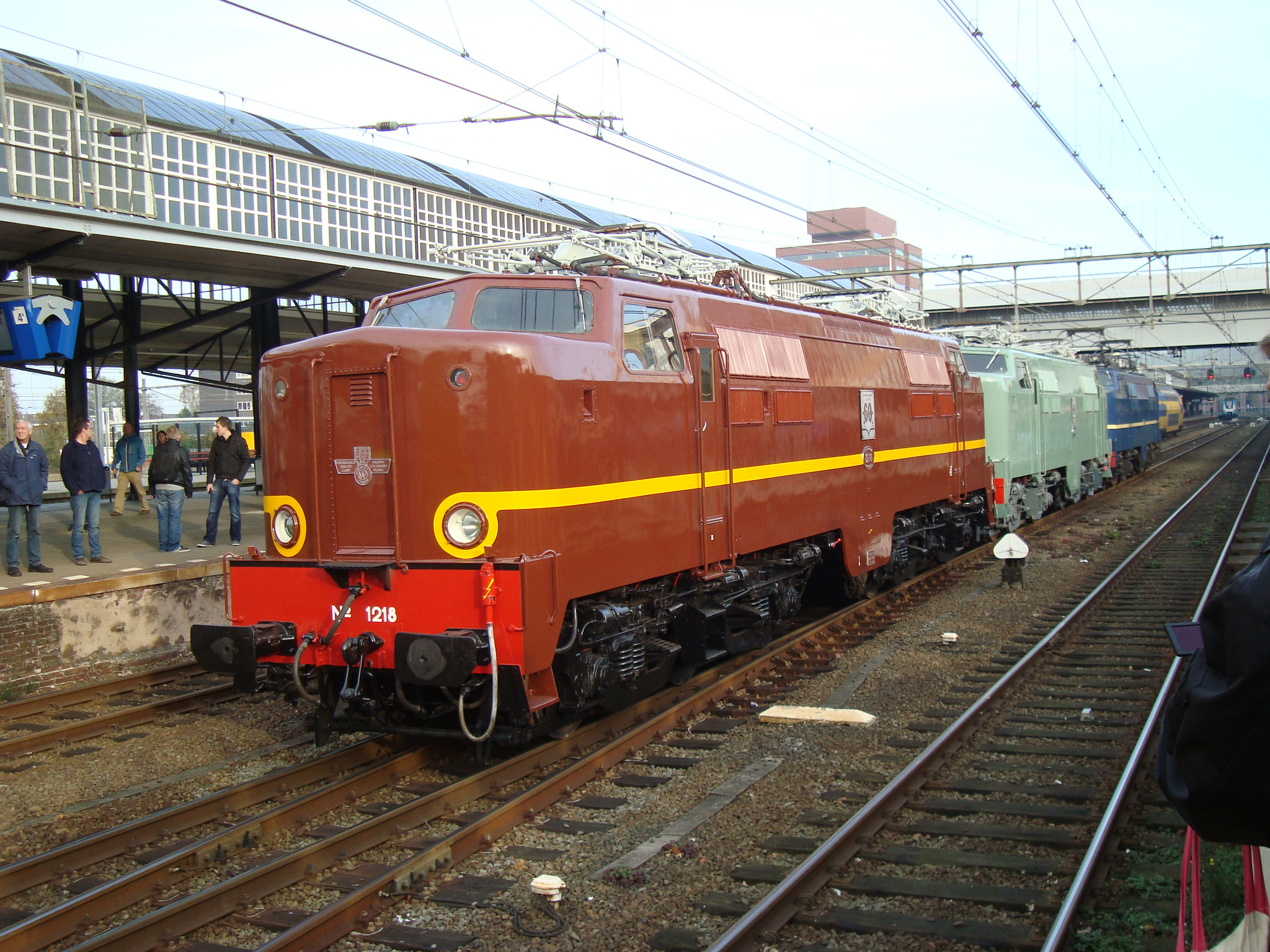
Loc 1218 is in 2011 teruggebracht in de bruine kleur van aflevering; station Amersfoort Centraal, 12 november 2011.

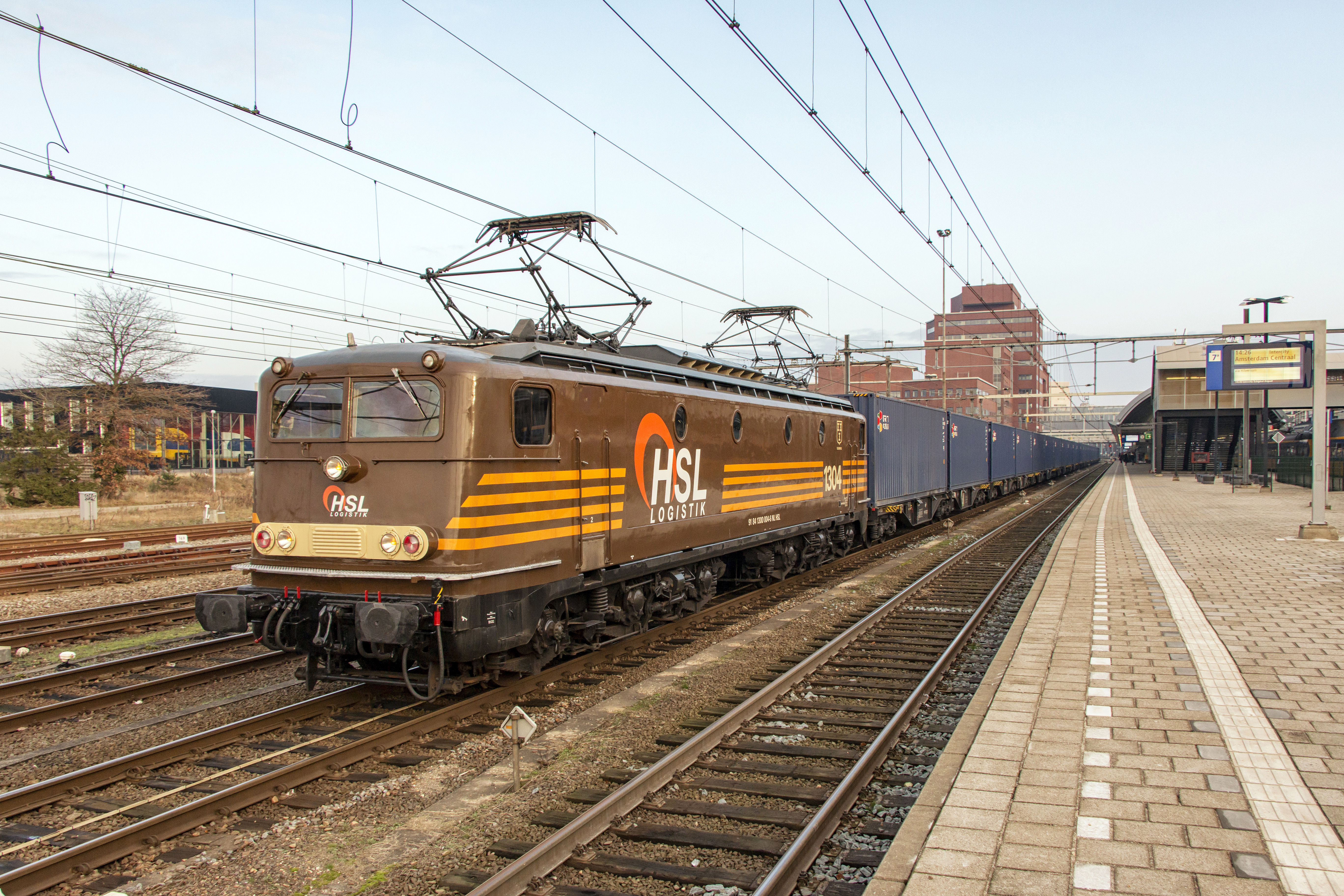
Loc 1304 in bruine kleur in gebruik bij HSL Logistik. Amersfoort; 15 december 2015.

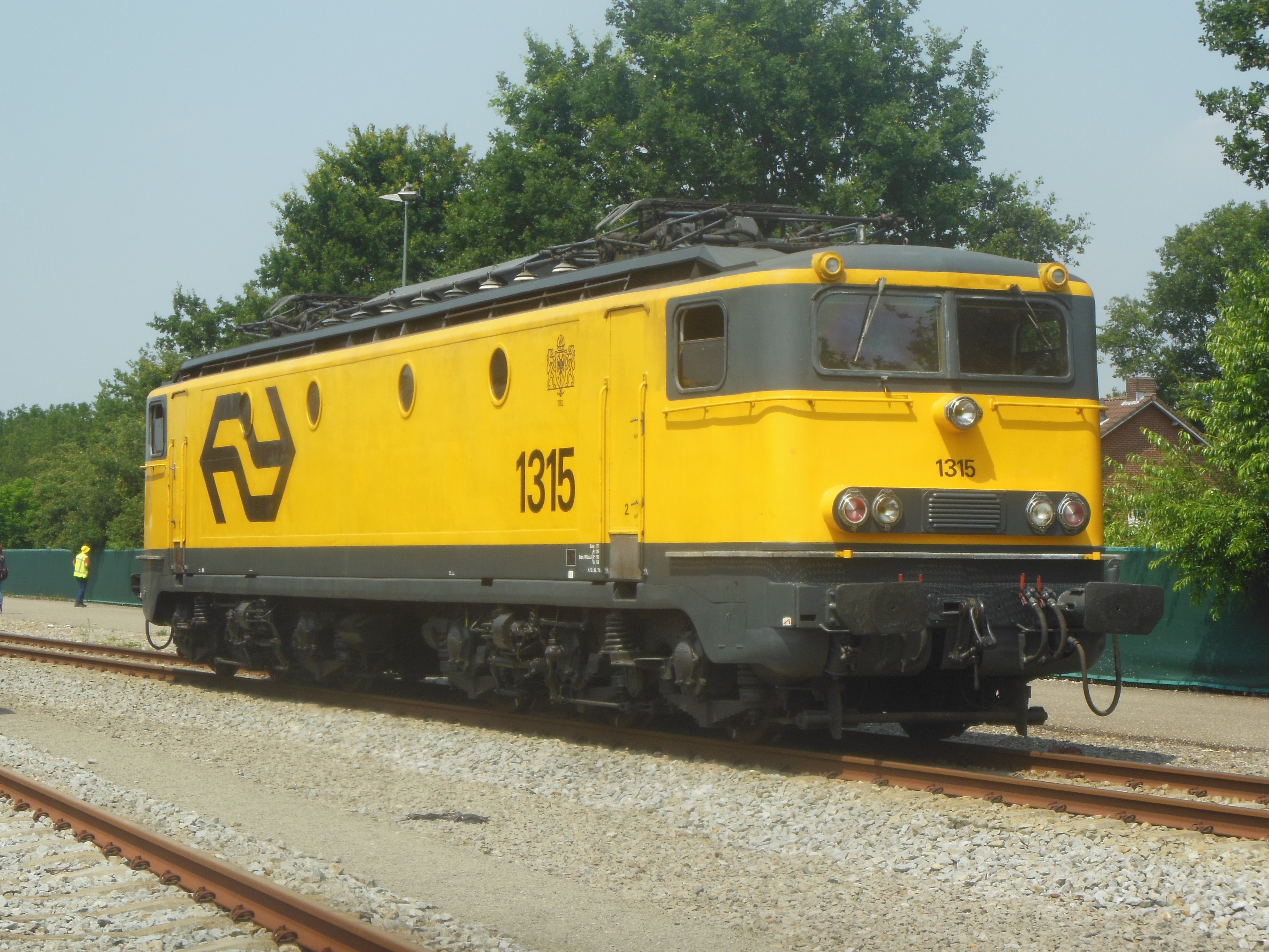
Loc 1315 te Blerick; 8 juni 2018.

De Werkgroep loc 1501 en de Stichting Klassieke Locomotieven houden zich bezig met behoud en in rijvaardige toestand brengen en houden van klassieke locomotieven van de Nederlandse Spoorwegen.
Het gaat hier met name om in de jaren vijftig gebouwde elektrische locomotieven van de series 1100, 1200, 1300 en 1500. De activiteiten van de Werkgroep 1501 begonnen toen in 1986 de laatste NS-locomotieven van de serie 1501-1506 buiten dienst gingen. Twee exemplaren bleven in Engeland bewaard (waar zij oorspronkelijk vandaan kwamen) en dankzij initiatief van enkele machinisten in Den Haag en Rotterdam bleef ook een exemplaar in Nederland bewaard, de NS 1501.
Toen (ruim) een decennium later ook de laatste locomotieven van series 1100, 1200 en 1300 hun activiteiten bij de NS beëindigden werden initiatieven genomen ook hiervan exemplaren te bewaren in de collectie, naast de locs die in de collectie van het Nederlands Spoorwegmuseum werden opgenomen.
Uiteindelijk zijn de volgende locomotieven ondergebracht bij de Stichting Klassieke Locomotieven (KLOK) en de daarmee samenhangende Werkgroep 1501:
- serie 1100: 1122
- serie 1200: 1201, 1218, 1221
- serie 1300: 1304, 1315
- serie 1500: 1501

Locomotief 1201 is in 2010 geschilderd in de turkooizen kleur van aflevering in 1951, de 1218 is sinds 2011 in de roodbruine kleur met okergele bies van aflevering in 1951 en de 1221 is als 1255 in de paars/blauwe huisstijl van ACTS. Alle overige locomotieven zijn in de geel/grijze kleuren die zij droegen tussen de jaren zeventig / tachtig en de buitendienststelling bij de NS.
De 1315 is in maart 2013 overgebracht naar een spoorwegmuseum te Horb am Neckar in Duitsland. In september 2015 keerde deze loc terug in Nederland.
De 1304 en 1315 werden vanaf zomer 2015 verhuurd aan goederenvervoerder HSL Logistik. De 1304 werd vervolgens bruin geschilderd, met vier oranje horizontale strepen, en kwam in dienst in november 2015. In februari 2016 werd de loc defect aan de kant gezet met een vaststaande as/tractiemotor. De 1315 is verder niet ingezet als dienstvaardige locomotief en staat in Blerick. HSL Logistik kreeg op 12 april 2017 van de Inspectie Leefomgeving en Transport (kort: ILT) een verbod om nog op het spoor te rijden.
Loc 1201 is sinds 2017 in bruikleen ondergebracht in het Spoorwegmuseum te Utrecht.
De locs 1218 (ex-1253) en 1221 (ex-1255) werden in oktober 2018 van hun standplaats Watergraafsmeer naar hun nieuwe onderdak in Blerick overgebracht. Ook de locs 1122, 1304, 1315 en 1501 zijn daar nu ondergebracht.
Na vervanging van de defecte motor door een exemplaar uit de 1122, is de 1304 sinds december 2018 weer rijvaardig en wordt door de stichting Fairtrains voor incidentele ritten ter verhuur aangeboden. Hierbij treedt Fairtrains op als voertuighouder, zorgt voor bevoegd personeel en is verantwoordelijk voor toelating van de loc op het Nederlandse spoorwegnet, terwijl de loc in eigendom blijft bij de Stichting Klassieke Locomotieven. Na te zijn gereviseerd is ook de 1315 vanaf februari 2020 weer dienstvaardig en voor verhuur beschikbaar.
Daarnaast was er nog als 'werkpaard' locomotor 271. In september 2012 werd deze overgedragen aan de Museumstoomtram Hoorn-Medemblik.
Sinds februari 2017 is in Blerick locomotor 231 aanwezig voor rangeerwerk.
Loc 1501 wordt vanaf 1 juli 2020 geëxposeerd in het Spoorwegmuseum te Utrecht en werd op 17 juni 2021 in eigendom overgedragen aan het Spoorwegmuseum.